# 白顶河乌
白顶河乌（学名：Cinclus leucocephalus），是雀形目河乌科的一种鸟类。
白顶河乌体重约44克，翼长约85.6毫米，嘴峰长约18.3毫米，喙宽度约3.4毫米，喙厚度约4.2毫米，跗蹠长约28.7毫米，尾长约49毫米。白顶河乌在其分布区内为留鸟，其栖息在开放的河流环境中，食性为肉食性，主要食物来源是水生动物。

## 亚种
- ：分布于哥伦比亚东北部圣玛尔塔内华达山脉。
- ：分布于哥伦比亚至委内瑞拉西部和厄瓜多尔。
- ：分布于秘鲁和玻利维亚的山地地区。[4]